# Liste der denkmalgeschützten Objekte in Frauenkirchen
Die Liste der denkmalgeschützten Objekte in Frauenkirchen enthält die 20 denkmalgeschützten, unbeweglichen Objekte der Gemeinde Frauenkirchen im Burgenland (Bezirk Neusiedl am See).

## Denkmäler
| Foto |                 | Denkmal                                                                                  | Standort                                             | Beschreibung | Metadaten |
| ---- | --------------- | ---------------------------------------------------------------------------------------- | ---------------------------------------------------- | --- | --- |
| ja   | Datei hochladen | Wohnhaus Mayer HERIS-ID: 113926seit 2021                                                 | Amtshausgasse 16 Standort KG: Frauenkirchen          | | BDA-Hist.: Q107558330 Status: Bescheid Stand der BDA-Liste: 2025-06-30 Name: Wohnhaus Mayer GstNr.: 542/23                                                                       |
| ja   | Datei hochladen | Figurenbildstock, Mariensäule HERIS-ID: 9890 Objekt-ID: 5941                             | bei Franziskanerstraße 65 Standort KG: Frauenkirchen | Ein rechteckiger Pfeiler mit der Inschrift MECE 1751; die Figur ist neueren Datums. | BDA-Hist.: Q38051824 Status: § 2a Stand der BDA-Liste: 2025-06-30 Name: Figurenbildstock, Mariensäule GstNr.: 116/1 Bildstock (Franziskanergasse, Frauenkirchen)                 |
| ja   | Datei hochladen | Josephssäule HERIS-ID: 9888 Objekt-ID: 5939                                              | bei Josefistraße 83 Standort KG: Frauenkirchen       | Die Statue des heiligen Josef auf einer Weinlaubsäule stammt aus dem 18. Jahrhundert. | BDA-Hist.: Q38051770 Status: § 2a Stand der BDA-Liste: 2025-06-30 Name: Josephssäule GstNr.: 369                                                                                 |
| ja   | Datei hochladen | Ehem. Esterhazy-Schlössel (Polytech. Schule) HERIS-ID: 9875 Objekt-ID: 5926              | Kirchenplatz 1e Standort KG: Frauenkirchen           | Das ehemalige Schlössel wurde in der 1. Hälfte des 18. Jahrhunderts zu einem zweigeschoßigen Barockbau mit 17 Fensterachsen umgebaut. | BDA-Hist.: Q38051427 Status: § 2a Stand der BDA-Liste: 2025-06-30 Name: Ehem. Esterhazy-Schlössel (Polytech. Schule) GstNr.: 546/1                                               |
| ja   | Datei hochladen | Franziskanerkloster HERIS-ID: 9874 Objekt-ID: 5925                                       | Kirchenplatz 2 Standort KG: Frauenkirchen            | Nach der Stiftung im Jahr 1669 wurde das Kloster bis 1678 erbaut, jedoch bereits 1683 zerstört. In den Jahren 1686 und 1687 wurde es wiederhergestellt. Der zweigeschoßige Vierflügelbau schließt nördlich an die Pfarrkirche an. Der ostseitige Gartentrakt entstand in der 1. Hälfte des 18. Jahrhunderts. | BDA-Hist.: Q22681000 Status: § 2a Stand der BDA-Liste: 2025-06-30 Name: Franziskanerkloster GstNr.: 548 Franziskanerkloster Frauenkirchen                                        |
| ja   | Datei hochladen | Kalvarienberg HERIS-ID: 9877 Objekt-ID: 5928                                             | südlich Kirchenplatz 2 Standort KG: Frauenkirchen    | Der Kalvarienberg wurde 1685 von Paul Esterházy angelegt, er führt an einem spiralförmigen weg an Kapellen vorbei zu einem Plateau mit Kreuzigungsgruppe. | BDA-Hist.: Q18220134 Status: § 2a Stand der BDA-Liste: 2025-06-30 Name: Kalvarienberg GstNr.: 539 Kalvarienberg, Frauenkirchen                                                   |
| ja   | Datei hochladen | Mater-Dolorosa-Säule HERIS-ID: 9884 Objekt-ID: 5935                                      | südlich Kirchenplatz 2 Standort KG: Frauenkirchen    | Die Säule mit der Mater Dolorosa hinter dem Kalvarienberg entstand um 1700. | BDA-Hist.: Q38051651 Status: § 2a Stand der BDA-Liste: 2025-06-30 Name: Mater-Dolorosa-Säule GstNr.: 539                                                                         |
| ja   | Datei hochladen | Figurenbildstock Mater Dolorosa HERIS-ID: 9885 Objekt-ID: 5936                           | südlich Kirchenplatz 2 Standort KG: Frauenkirchen    | Der Figurenbildstock an der Südseite der Kirche stammt aus der 1. Hälfte des 18. Jahrhunderts. | BDA-Hist.: Q38051678 Status: § 2a Stand der BDA-Liste: 2025-06-30 Name: Figurenbildstock Mater Dolorosa GstNr.: 539                                                              |
| ja   | Datei hochladen | Annasäule HERIS-ID: 9889 Objekt-ID: 5940                                                 | südlich Kirchenplatz 2 Standort KG: Frauenkirchen    | Steinfigur auf Weinlaubsäule; um 1700. | BDA-Hist.: Q38051799 Status: Bescheid Stand der BDA-Liste: 2025-06-30 Name: Annasäule GstNr.: 550 Annasäule, Frauenkirchen                                                       |
| ja   | Datei hochladen | Mariensäule HERIS-ID: 9887 Objekt-ID: 5938                                               | westlich Kirchenplatz 2 Standort KG: Frauenkirchen   | Ein viereckiger Sockel mit vier Engeln und eine Immaculatastatue auf einer Weinlaubsäule. | BDA-Hist.: Q38051739 Status: Bescheid Stand der BDA-Liste: 2025-06-30 Name: Mariensäule GstNr.: 539, 547 Mariensäule, Frauenkirchen                                              |
| ja   | Datei hochladen | Kath. Pfarr- und Wallfahrtskirche Mariae Geburt, Basilika HERIS-ID: 9866 Objekt-ID: 5916 | bei Kirchenplatz 2 Standort KG: Frauenkirchen        | Errichtet vom Baumeister und Architekten Francesco Martinelli und 1702 geweiht. Die reichhaltige Stuckdekoration stammt von Pietro Antonio Conti und die Wandmalerei von Luca Antonio Colombo. Der prunkvolle hochbarocke Altar wurde von Fürst Paul Esterházy gestiftet.                                    | BDA-Hist.: Q810096 Status: § 2a Stand der BDA-Liste: 2025-06-30 Name: Kath. Pfarr- und Wallfahrtskirche Mariae Geburt, Basilika GstNr.: 549 Basilika Mariä Geburt, Frauenkirchen |
| ja   | Datei hochladen | Altes Brauhaus HERIS-ID: 9878 Objekt-ID: 5929                                            | Kirchenplatz 27 Standort KG: Frauenkirchen           | Das alte Brauhaus ist ein stattlicher zweigeschoßiger Barockbau und steht gegenüber der Pfarrkirche. | BDA-Hist.: Q38051499 Status: Bescheid Stand der BDA-Liste: 2025-06-30 Name: Altes Brauhaus GstNr.: 27                                                                            |
| ja   | Datei hochladen | Figurenbildstock hl. Johannes Nepomuk HERIS-ID: 9886 Objekt-ID: 5937                     | gegenüber Kirchenplatz 27 Standort KG: Frauenkirchen | Die barocke Statue stammt aus dem 18. Jahrhundert. Die Jahreszahl 1863 auf dem Podest betrifft ihre Versetzung an den heutigen Platz. | BDA-Hist.: Q38051716 Status: Bescheid Stand der BDA-Liste: 2025-06-30 Name: Figurenbildstock hl. Johannes Nepomuk GstNr.: 527 Statue of John of Nepomuk, Frauenkirchen           |
| ja   | Datei hochladen | Ehem. Erdei-Mühle mit Mehlmagazin HERIS-ID: 9880 Objekt-ID: 5931                         | Neustiftstraße 2 Standort KG: Frauenkirchen          | Die Mühle wurde 1912/13 erbaut und 1923 erweitert. Anmerkung: Das Mehlmagazin war bis 2020 als eigenständiges Objekt ausgewiesen. | BDA-Hist.: Q38051527 Status: Bescheid Stand der BDA-Liste: 2025-06-30 Name: Ehem. Erdei-Mühle mit Mehlmagazin GstNr.: 256/2, 256/1                                               |
| ja   | Datei hochladen | Granarium, Schüttkasten Frauenkirchen HERIS-ID: 9879 Objekt-ID: 5930                     | bei Raiffeisenplatz 1 Standort KG: Frauenkirchen     | Der Schüttkasten trägt das Wappen der Esterházys und die Jahreszahl 1766. | BDA-Hist.: Q2259928 Status: § 2a Stand der BDA-Liste: 2025-06-30 Name: Granarium GstNr.: 2589/3 Schüttkasten Frauenkirchen                                                       |
| ja   | Datei hochladen | Eingangsgebäude (Taharahaus) des Jüdischen Friedhofes HERIS-ID: 247496seit 2024          | St. Andräerstraße 1 Standort KG: Frauenkirchen       | Taharahaus des jüdischen Friedhofs | BDA-Hist.: Q126144781 Status: Bescheid Stand der BDA-Liste: 2025-06-30 Name: Eingangsgebäude (Taharahaus) des Jüdischen Friedhofes GstNr.: 569, 570                              |
| ja   | Datei hochladen | Jüdischer Friedhof HERIS-ID: 9891 Objekt-ID: 5942                                        | bei St. Andräerstraße 3 Standort KG: Frauenkirchen   | Der jüdische Friedhof gehörte zur Frauenkirchner Gemeinde, die eine der Siebengemeinden war. Der Friedhof beherbergt ca. 1300 Gräber und wurde 1994 wieder instand gesetzt. | BDA-Hist.: Q1716670 Status: § 2a Stand der BDA-Liste: 2025-06-30 Name: Jüdischer Friedhof GstNr.: 569 Jüdischer Friedhof Frauenkirchen                                           |
| ja   | Datei hochladen | Rochuskapelle HERIS-ID: 9876 Objekt-ID: 5927                                             | Standort KG: Frauenkirchen                           | Ein kleiner Giebelbau aus dem Jahr 1713 mit einer Nischenmadonna. | BDA-Hist.: Q38051455 Status: § 2a Stand der BDA-Liste: 2025-06-30 Name: Rochuskapelle GstNr.: 1567/1                                                                             |
| ja   | Datei hochladen | Mariensäule HERIS-ID: 9883 Objekt-ID: 5934                                               | Standort KG: Frauenkirchen                           | | BDA-Hist.: Q38051618 Status: Bescheid Stand der BDA-Liste: 2025-06-30 Name: Mariensäule GstNr.: 1423                                                                             |
| ja   | Datei hochladen | Kriegsgefangenenfriedhof (sog. „Serbenfriedhof“) HERIS-ID: 9892 Objekt-ID: 5943          | Standort KG: Frauenkirchen                           | Grabstätte von über 2000 Kriegsgefangenen aus dem Ersten Weltkrieg | BDA-Hist.: Q1557898 Status: Bescheid Stand der BDA-Liste: 2025-06-30 Name: Kriegsgefangenenfriedhof (sog. „Serbenfriedhof“) GstNr.: 2678/3 Soldatenfriedhof Frauenkirchen        |

## Ehemalige Denkmäler
| Foto |                 | Denkmal                                                              | Standort                                    | Beschreibung | Metadaten |
| ---- | --------------- | -------------------------------------------------------------------- | ------------------------------------------- | --- | --- |
| ja   | Datei hochladen | Mehlmagazin der Erdei-Mühle HERIS-ID: 32920 Objekt-ID: 30138bis 2020 | Neustiftstraße 2 Standort KG: Frauenkirchen | Anmerkung: Das Mehlmagazin war bis 2020 als eigenständiges Objekt ausgewiesen, seit 2021 ist es unter Ehem. Erdei-Mühle mit Mehlmagazin subsumiert. | BDA-Hist.: Q37949811 Status: Bescheid Stand der BDA-Liste: 2020-02-29 Name: Mehlmagazin der Erdei-Mühle GstNr.: 256/1 |